# Pia Freund
Pia Helena Freund, född 8 december 1964 i Åbo, är en finländsk sångerska (sopran).
Freunds huvudinstrument vid Åbo konservatorium var piano, men efter privata studier för Gunni Granberg antogs hon 1987 som sångelev vid Sibelius-Akademin. 1991 segrade hon i Timo Mustakallio-tävlingen och följande år i sångtävlingen i Villmanstrand. Sin operadebut gjorde hon 1992 och har sedan dess flitigt anlitats vid oratorieframföranden (bland annat under ledning av Peter Schreier) och operaframföranden i hemlandet (såsom i Melartins Aino 2000). Utomlands har Freund uppfört bland annat Sibelius Luonnotar i Paris (1994).